# Fakópikkelyes tőkegomba
A fakópikkelyes tőkegomba (Pholiota squarrosoides) a harmatgombafélék családjába tartozó, Észak-Amerikában és Európában honos, lombos fák korhadó törzsén élő, nem ehető gombafaj. 

## Megjelenése
A fakópikkelyes tőkegomba kalapja 2,5-10 cm széles, alakja fiatalon domború, később szélesen domború esetleg szélesen harang forműjú lesz. Felülete ragadós vagy nyálkás. Színe fiatalon fehéres, később halványbarna, barnás; kiemelkedő barnam kúpos pikkelyek borítják. Húsa fehéres. Szaga nem jellegzetes vagy kellemes, aromás; íze enyhe.
Sűrűn álló lemezei tönkhöz nőttek. Színük kezdetben halványsárga, idősebben zöldes átmeneti állapot nélkül vörösesbarnák lesznek. 
Spórapora fahéjbarna. Spórája nagyjából elliptikus, sima, mérete 4-6 x 2,5-3,5 µm,
Tönkje 5-15 cm magas és 0,5-1,5 mm vastag. Alakja hengeres, néha a tövénél nukós. Felülete száraz, színe fehéres vagy agyagbarna. Ggalléros; a gallér felett sima, alatta pikkelyekkel borított.

### Hasonló fajok
Nagyon hasonlít hozzá a jóval gyakoribb tüskés tőkegomba, amelynek felülete száraz, gyengén retekszagú, lemezei zöldes átmeneti állapot után barnulnak. 

## Elterjedése és termőhelye
Észak-Amerikában és Európában honos. Magyarországon nagyon ritka, 2010-ben észlelték először a Vértesben. 
Elsősorban rezervátum jellegű, háborítatlan lomberdőkben fordul elő, de néha parkokban lévő elhalt fákon is megtalálható. Különböző fák (nyír, gyertyán, bükk, nyár, tölgy, fűz, berkenye stb.) korhadó törzsét, tuskóját bontja. Ritkán élő fán is látható. Többnyire kisebb csoportokban jelenik meg. Nyár végén, ősszel terem.
Nem ehető, enyhe gyomorpanaszokat okoz. 

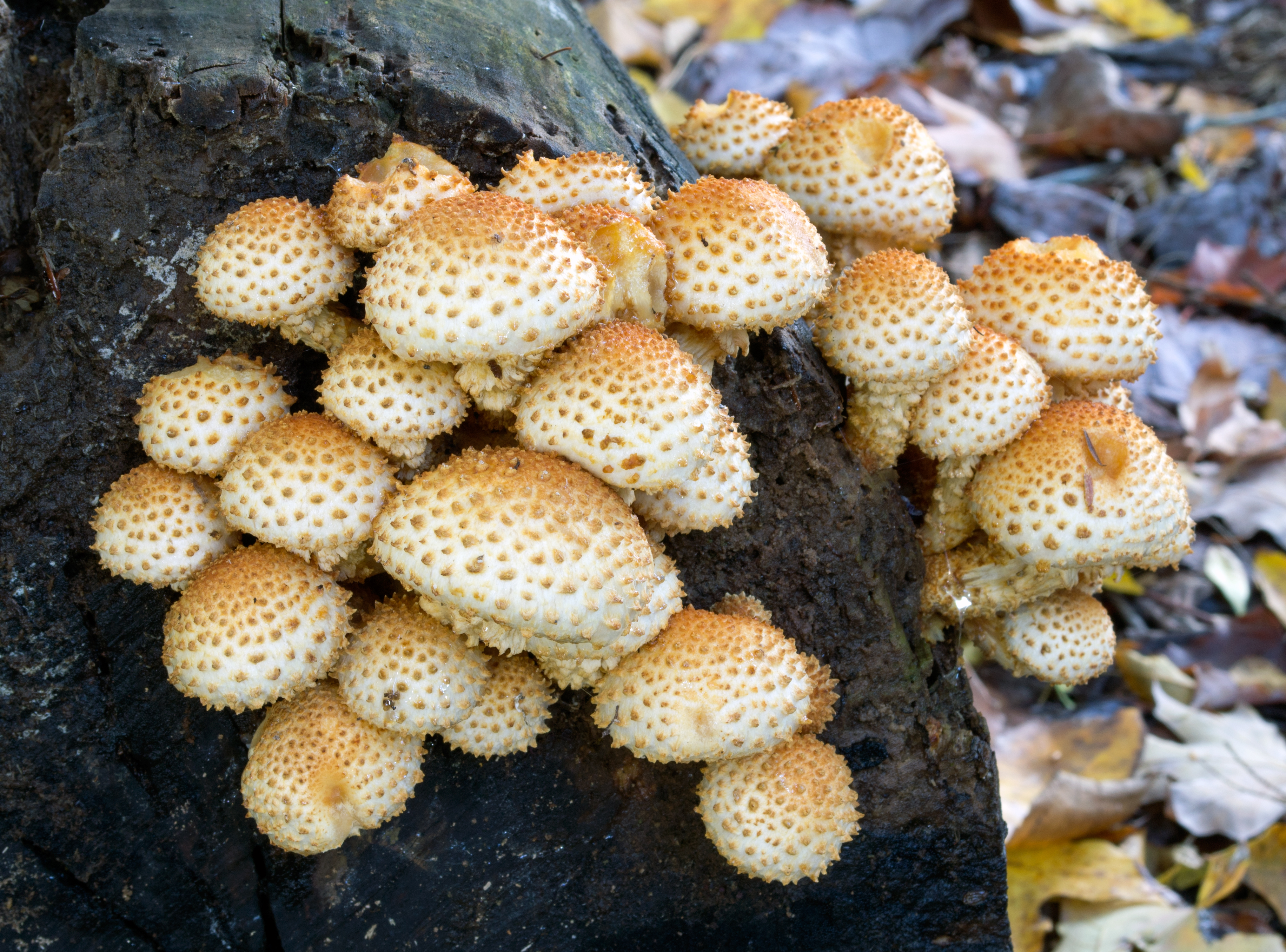
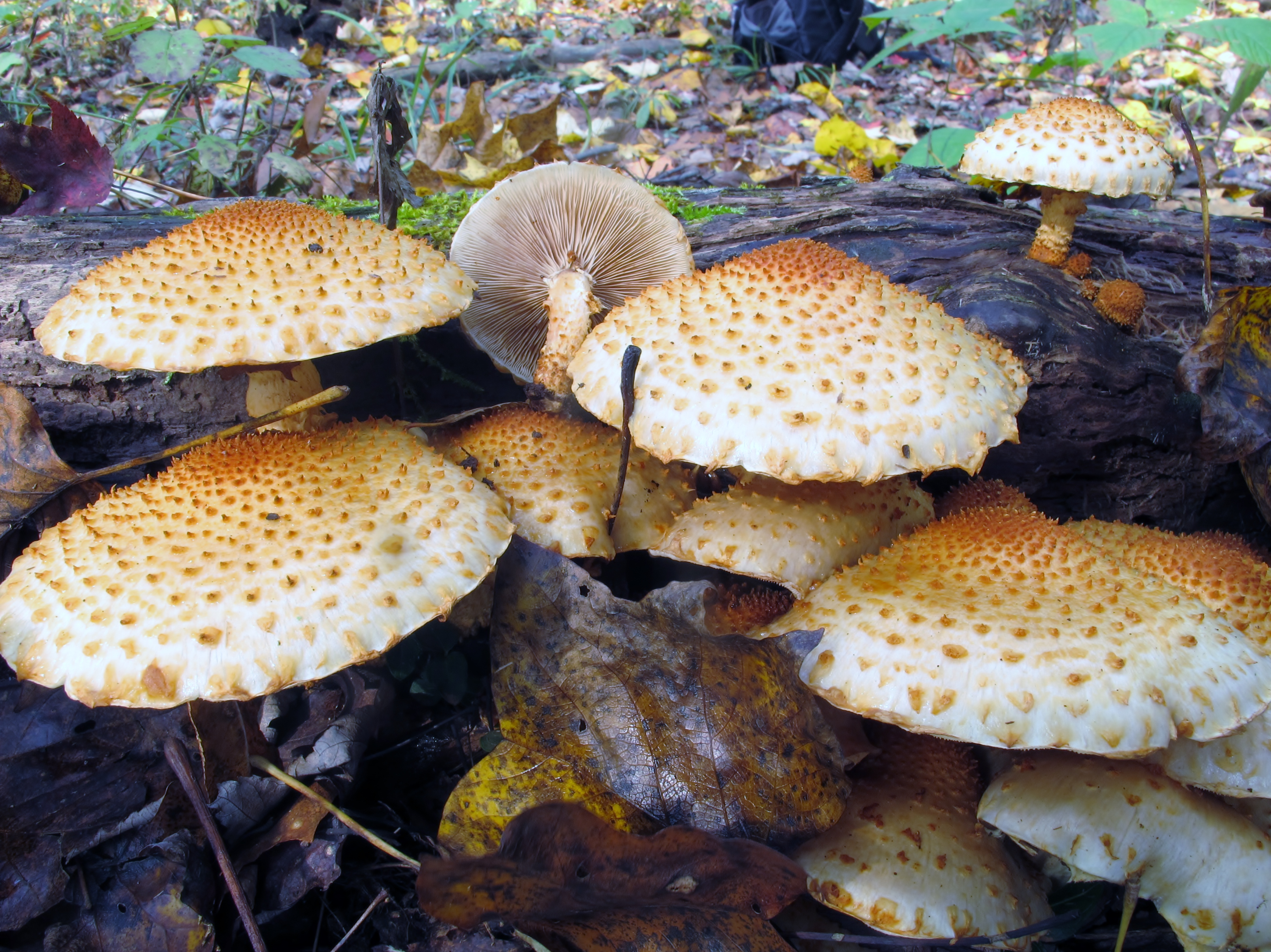
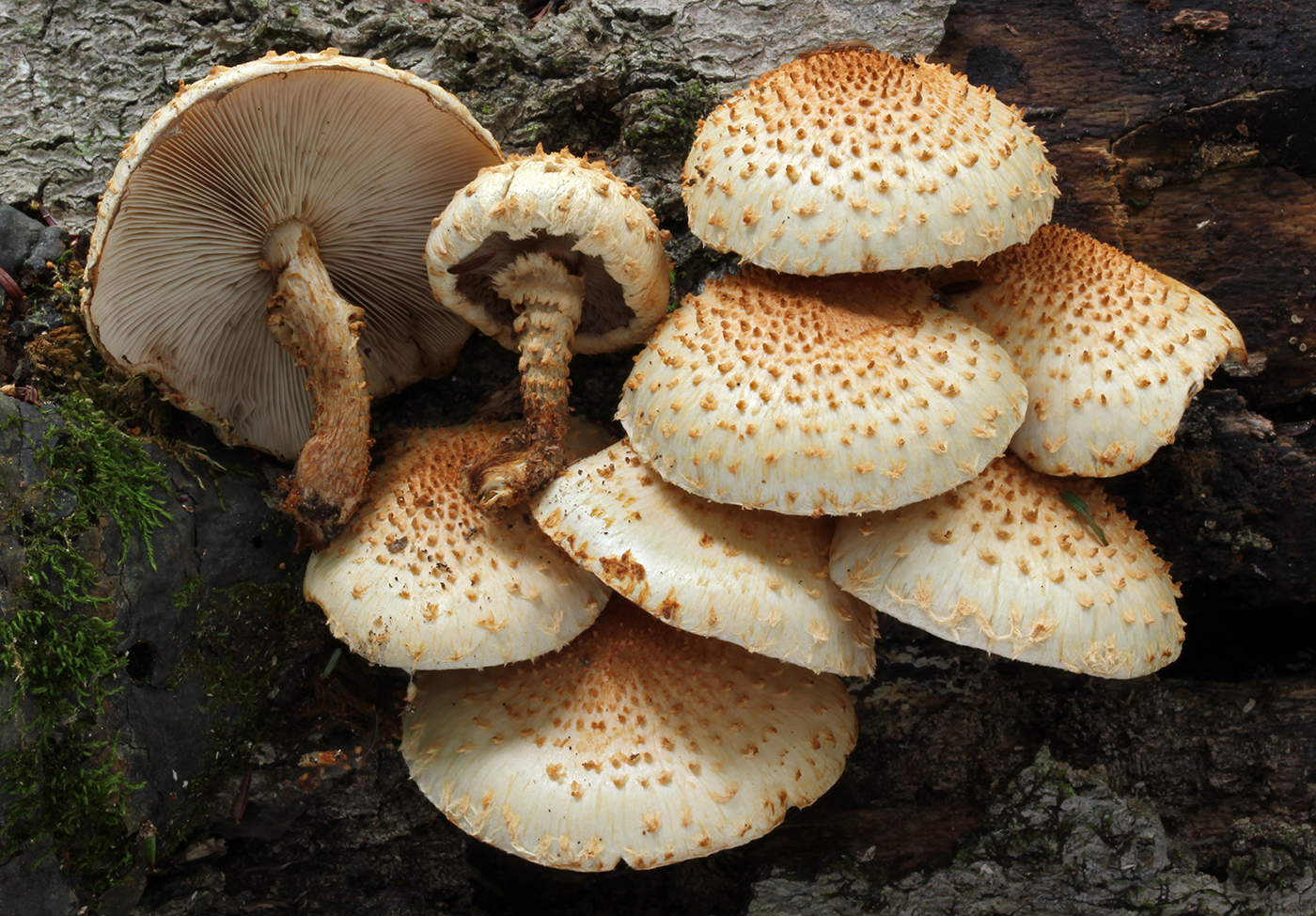
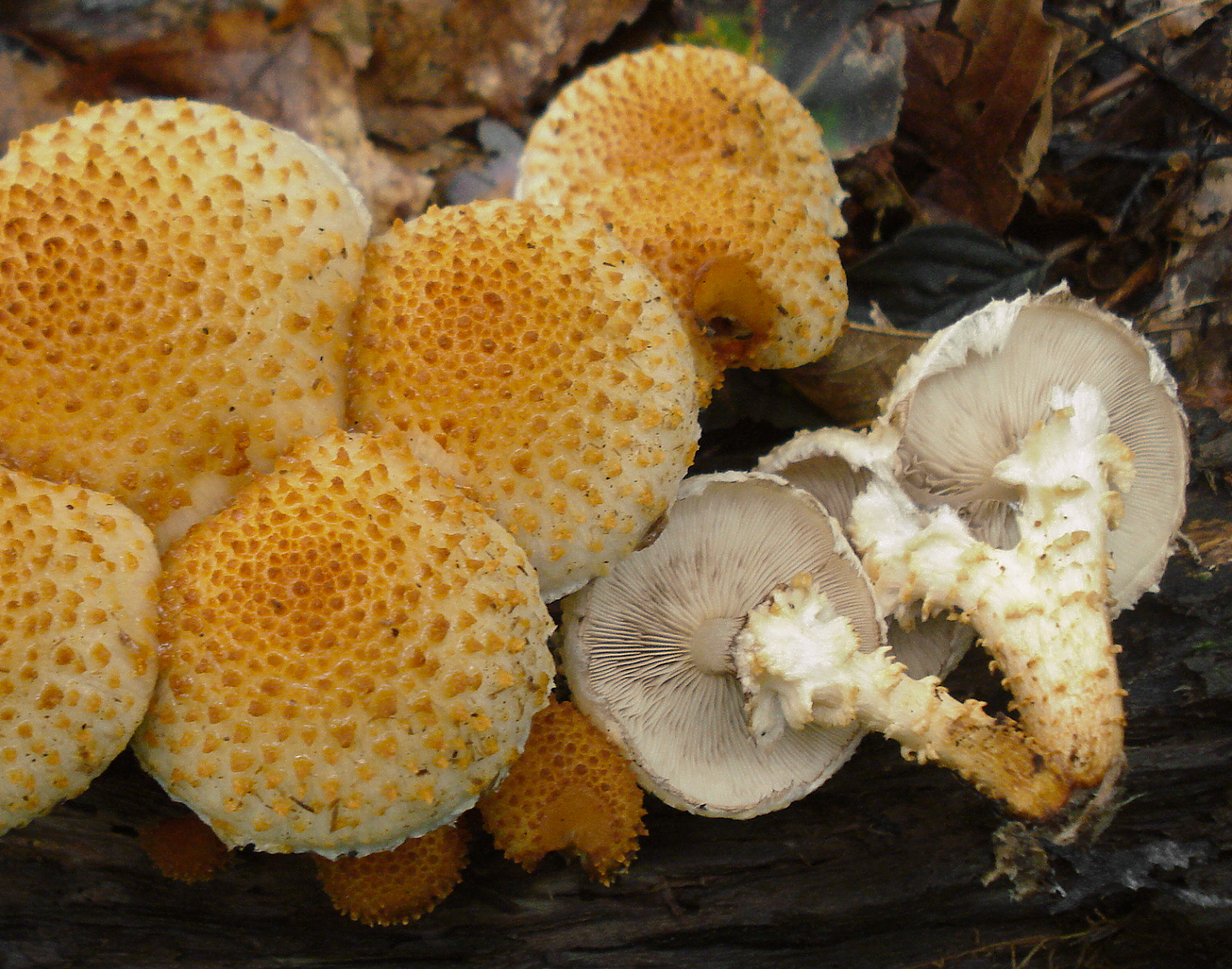
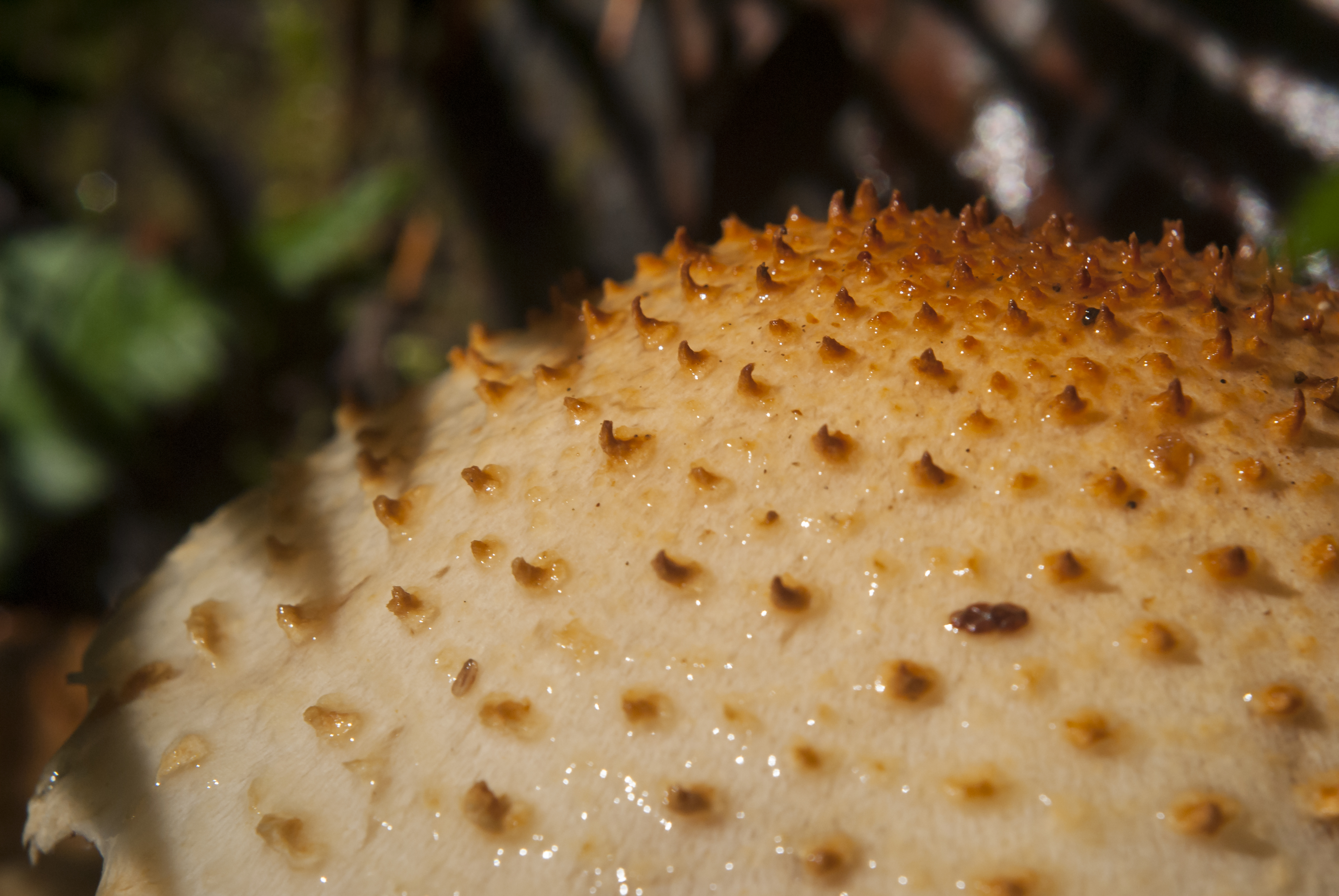